# Audyt finansowy
Audyt finansowy (inaczej rewizja finansowa) – kompleksowe badanie sprawozdania finansowego przez biegłego rewidenta, które powinno dostarczyć podstaw do stwierdzenia, że przedstawia ono rzetelnie i jasno sytuację majątkową i finansową oraz wynik finansowy jednostki. 
Rewizja finansowa stwierdza, że sprawozdanie finansowe:
- jest zgodne z wymagającymi zastosowania zasadami (polityką) rachunkowości (np. zawartymi w przepisach ustawy o rachunkowości czy też w Międzynarodowych Standardach Rachunkowości),
- jest zgodne z obowiązującymi jednostkę przepisami prawa, postanowieniami statutu lub umowy, które wpływają na jej sprawozdanie finansowe,
- zostało sporządzone na podstawie ksiąg rachunkowych prowadzonych zgodnie z ustawą o rachunkowości,
- przedstawia rzetelnie i jasno wszystkie informacje istotne do oceny sytuacji jednostki.

Wyniki rewizji finansowej są przedstawiane w postaci opinii i uzupełniającego ją raportu biegłego rewidenta, który m.in. potwierdza możliwość kontynuowania działalności przez jednostkę w niezmniejszonym istotnie zakresie oraz że jej sytuacja finansowa nie jest poważnie zagrożona w okresie przynajmniej 12 najbliższych miesięcy od dnia bilansowego.

## Wizerunek audytu
Audyt nie powinien być kojarzony z kolejną "kontrolą" w firmie. Audytorów nie należy traktować wyłącznie jak osób, którym tylko zależy na identyfikowaniu błędów i pomyłek oraz "donoszeniu" na pracowników. Ich główną rolą jest badanie sprawozdań finansowych pod kątem rzetelności i jasności przedstawionych danych, na podstawie których użytkownicy sprawozdań oceniają sytuację majątkową i finansową spółki. Badanie takie często obejmuje także pomoc w rozwiązywaniu problemów księgowych i podatkowych, ocenę efektywności kontroli wewnętrznych oraz identyfikację ryzyk będących nieodłącznym elementem prowadzenia wszelkiej działalności.

## Zapotrzebowanie
Formalne wymogi dotyczące badania sprawozdań finansowych reguluje Ustawa o rachunkowości, która wskazuje podmioty podlegające rewizji finansowej:
- banki, zakłady ubezpieczeń i zakłady reasekuracji,
- spółdzielcze kasy oszczędnościowo-kredytowe,
- jednostki działające na podstawie przepisów o publicznym obrocie papierami wartościowymi oraz przepisów o funduszach inwestycyjnych,
- jednostki działające na podstawie przepisów o organizacji i funkcjonowaniu funduszy emerytalnych,
- spółki akcyjne, z wyjątkiem spółek będących na dzień bilansowy w organizacji,
- pozostałe jednostki, które w poprzedzającym roku obrotowym, za który sporządzono sprawozdanie finansowe, spełniły co najmniej dwa z następujących warunków:
  - średnioroczne zatrudnienie w przeliczeniu na pełne etaty wyniosło co najmniej 50 osób,
  - suma aktywów bilansu na koniec roku obrotowego stanowiła równowartość w walucie polskiej co najmniej 2,5 mln euro,
  - przychody netto ze sprzedaży towarów i produktów oraz operacji finansowych za rok obrotowy stanowiły równowartość w walucie polskiej co najmniej 5 mln euro.

Jednak nie tylko spółki zobligowane przez ustawę zlecają badanie sprawozdania finansowego. Coraz częściej decydują się na to właściciele prywatnych przedsiębiorstw, uczelnie, różne organizacje i stowarzyszenia. Zależy im na sprawdzeniu przez niezależny podmiot danych finansowych jednostki, ewentualnym poprawieniu efektywności działania i uporządkowaniu procesów kontrolnych.